# Семёновка (Бердичевский район)
Семёновка (укр. Семенівка) — село в Бердичевском районе Житомирской области Украины.
Код КОАТУУ — 1820882402. Население по переписи 2001 года составляет 1049 человек. Почтовый индекс — 13372. Телефонный код — 4143. Занимает площадь 2,075 км².